# پژچوو (استان اشوی‌داشکسیه)
پژچوو (به لهستانی: Przeczów) یک منطقهٔ مسکونی در لهستان است که در گمینا ووبنگتسه (استان اشوی‌داشکسیه) واقع شده‌است. پژچوو ۱۶۲٫۸ متر بالاتر از سطح دریا واقع شده‌است.